# شب عروسی‌اش
شب عروسی‌اش (انگلیسی: His Wedding Night) فیلمی کوتاه به کارگردانی راسکو آرباکل محصول سال ۱۹۱۷ کشور ایالات متحده آمریکا است.

## بازیگران
- راسکو آرباکل
- ال سنت جان
- باستر کیتون
- آلیس من
- اتل لین
- آرتول ارل
- جیمی برایانت
- جوزفین استیونز
- آلیس لیک

Lobby card

- ناتالی تلمج (در عنوان‌بندی نیامده)